# Воскресенська церква (Вітебськ)
Воскресенська церква (Вітебськ) — пам'ятка архітектури у стилі віленського бароко.

## Історія

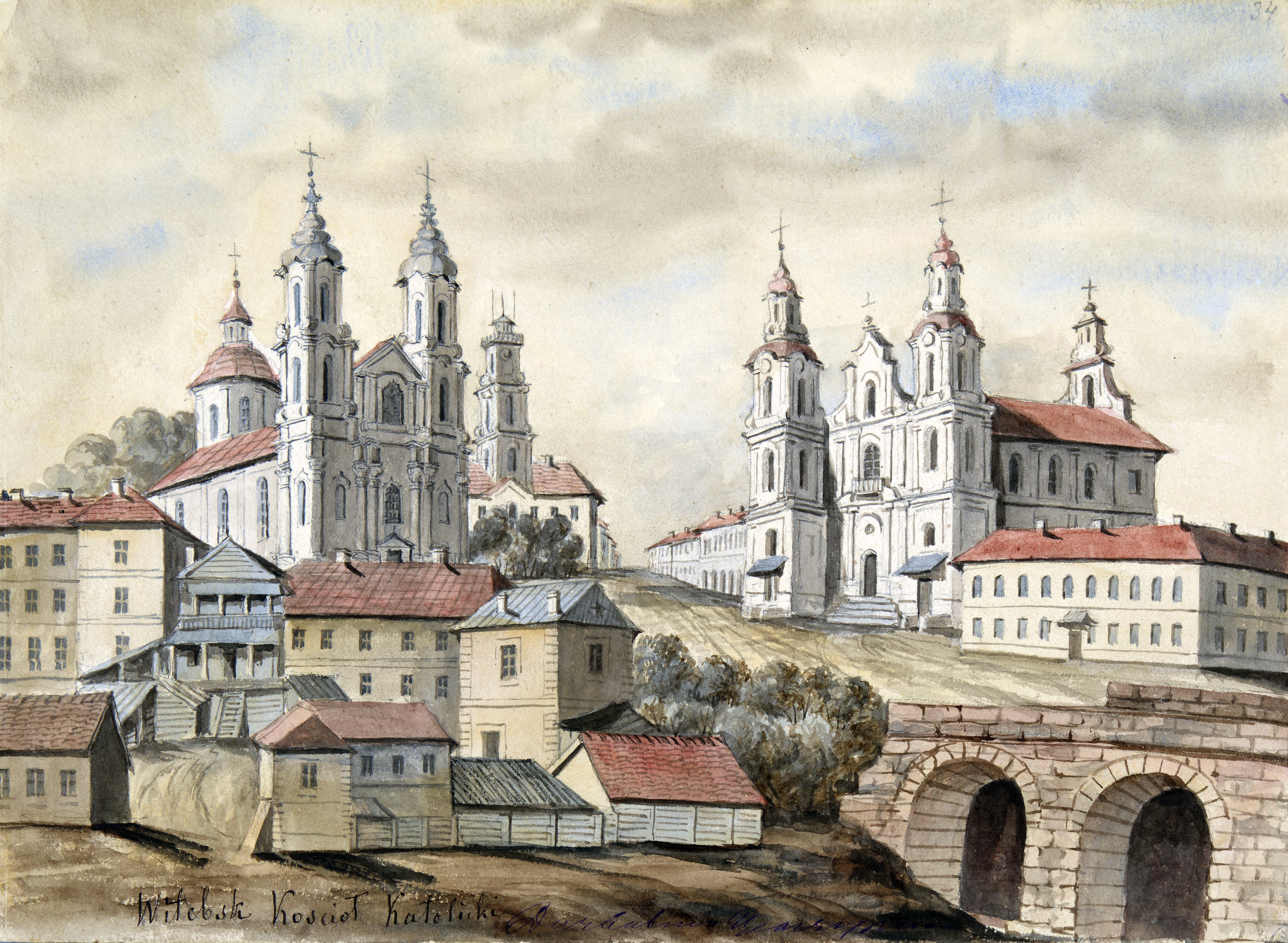
Худ. Наполеон Орда. «Колишній ансамбль храмів Вітебська та його Ратуші», початок 19 ст. Воскресенська церква ліворуч.

Первісно на цьому місці спорудили храм з деревини. Головувала громада уніатів.
1772 року дерев'яний костел розібрали і вибудували костек з каменю. За припущеннями автором проєкту міг бути архітектор И. К. Глаубиц, автор проєктів Вітебської ратуші та Успінського храму, що створили архітектрурний ансамбль в історичному центрі міста. Гроші на побулову кам'яного костелу дав вітебський купець Микола Смик. Тому в місті побутували також дві різні назви костелу — Ринковий та Смиківський.
Після придушення польського національно-визвольного повстання у 1832 році, царат конфіскував садиби і майно польських аристократів, що підтримували повстанців, та велику кількість уніатських та католицьких костелів у західних губерніях тодішньої Російської імперії. До переліку конфіскованих належали —
- палац Пусловських, Косово
- Почаївська лавра, провінція Україна
- католицькі храми у Новограді-Волинському, провінція Україна
- костел уніатів у місті Вітебськ та ін.

Лише 1841 року був створений проєкт перебудов костелу у православний храм. Орієнтація схід-захід була порушена ще за часів середини 18 ст. Порушена орієнтація храму була збережена і за часів пристосування його під ортодоксальну церкву. З костелу зрубали бароковий вівтарний щит, на даху спорудили купол (ніяк не пов'язаний із інтер'єром храму) у стилістиці російського класицизму, активно підтриманого царатом. Уніатський вівтар прибрали і натомість створили вівтар у стилі пізнього російського класицизму.
Відомо, що православний храм ремонтували 1913 року.
У січні 1936 року храм висадили у повітря за наказом комуністичного уряду під брехливим привідом заважання місцевому транспорту.

## Відновлення пам'ятки архітектури
Проєкт відновлення храму створив головний архітектор УП «Витебскжилпроект» Ігор Ротько. Храм запланували відновити у історичному бароковому стилі, незважаючи на переведення його у власність православній громаді. 2002 року створено підмурки. У місті Вітебськ розгорнули кампанію зі зборів коштів на відновлення храму. Так, кожен мешканець міста мав право придбати одну цеглину для побудови храму, на котрій карбували ім'я власника. Цеглу виготовило вітебське підприємство «Кераміка». До 2005 року відбудували мури храму до даху. 2006 року храм отримав дві вежі з бароковими дахами. Серед відновлених — колишня сігнатурка та гнутий вівтарний щит. На ньому зовні створено композицію «Зшестя Христа у безодню». До 2008 року храм потинькували та вибілили, додали дзвони.

## Галерея фото

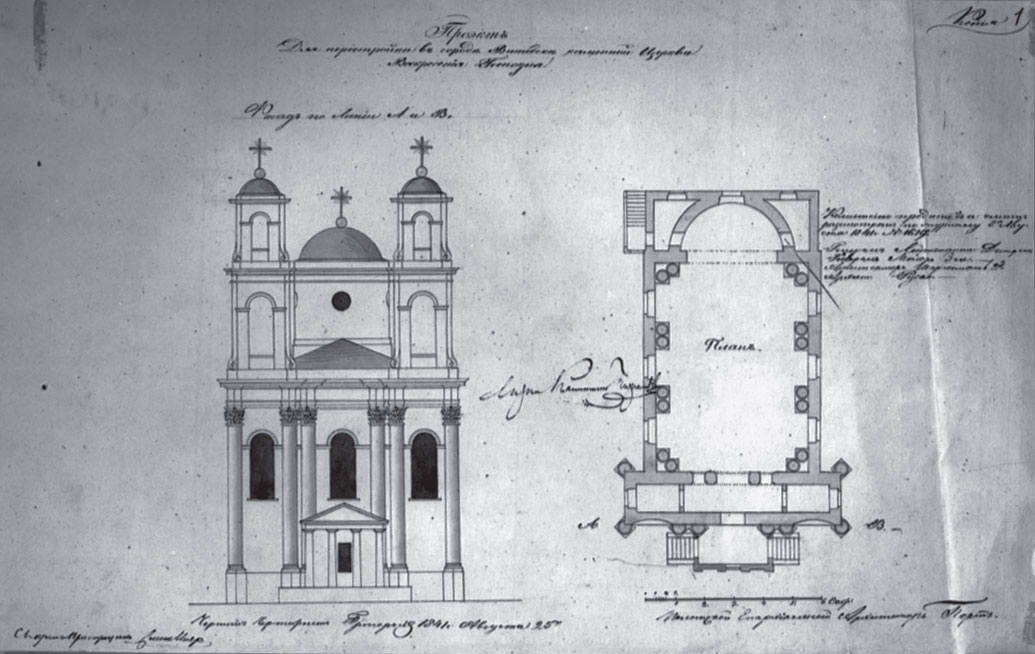
Проєкт перебудови костелу уніатів у православний храм, 1841 р. з поземним планом

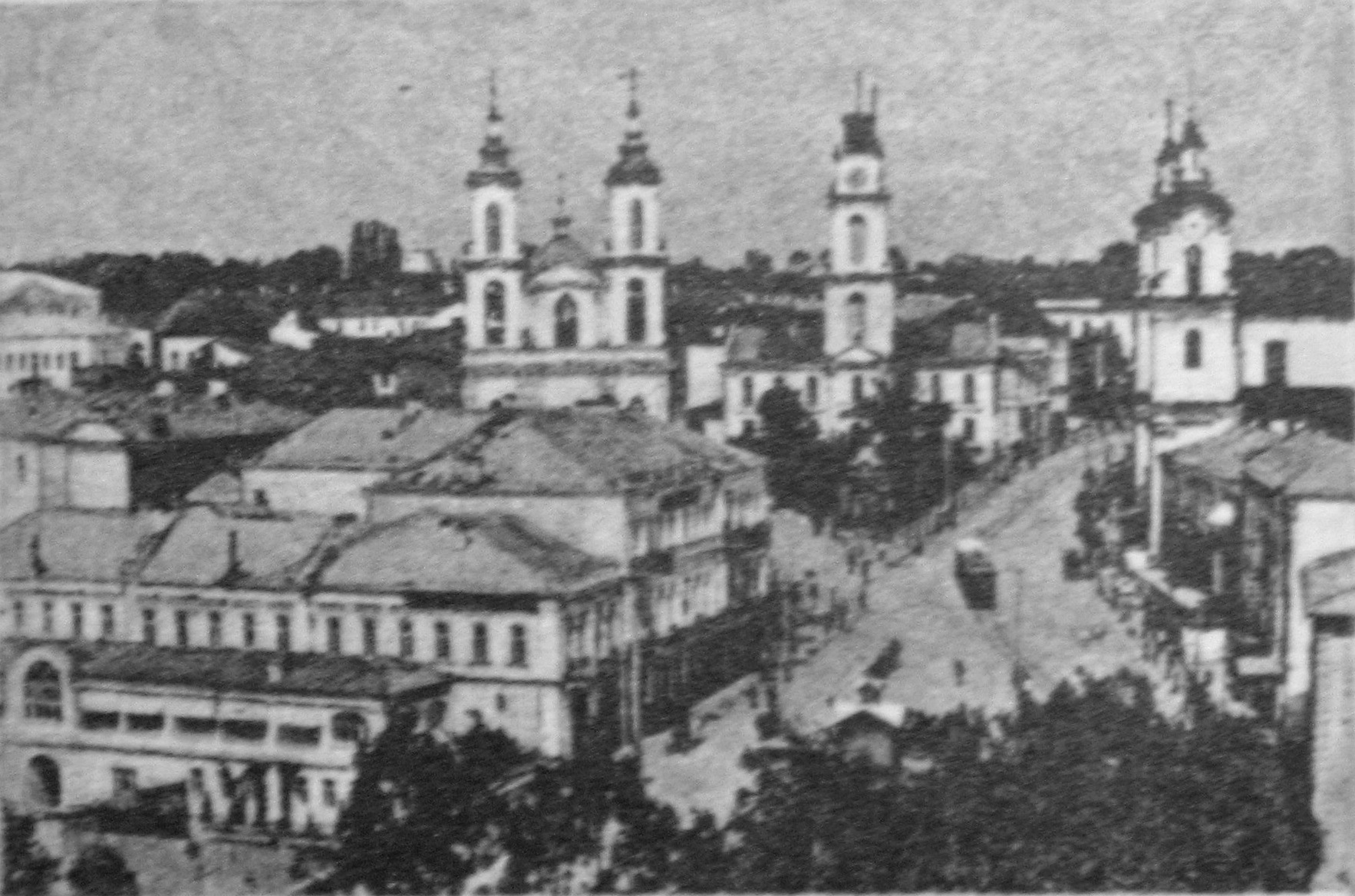
Ансамбль ратуші і храмів Вітебська, стара поштівка
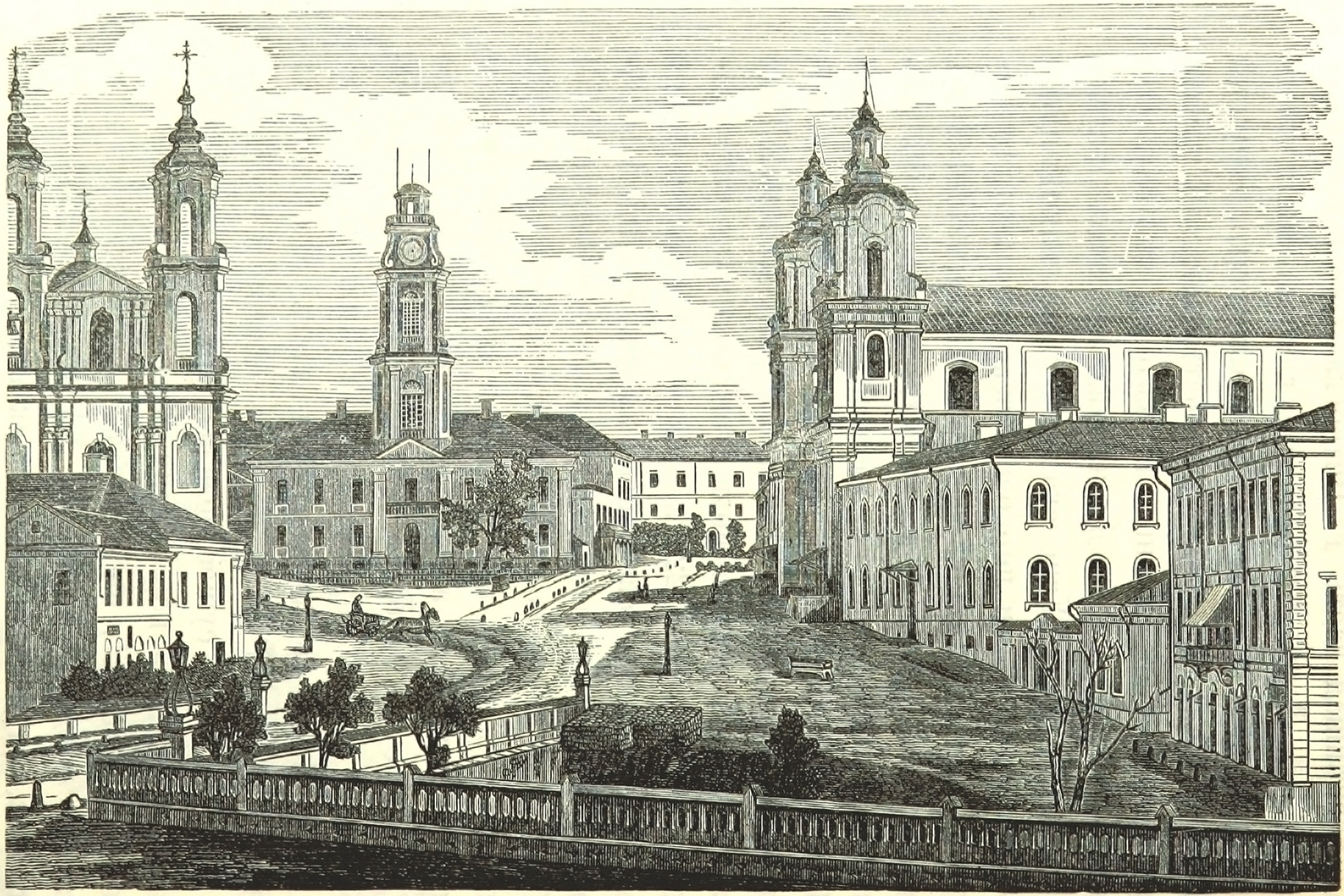
Ринкова площа Вітебська на старовинній гравюрі 1893 року.
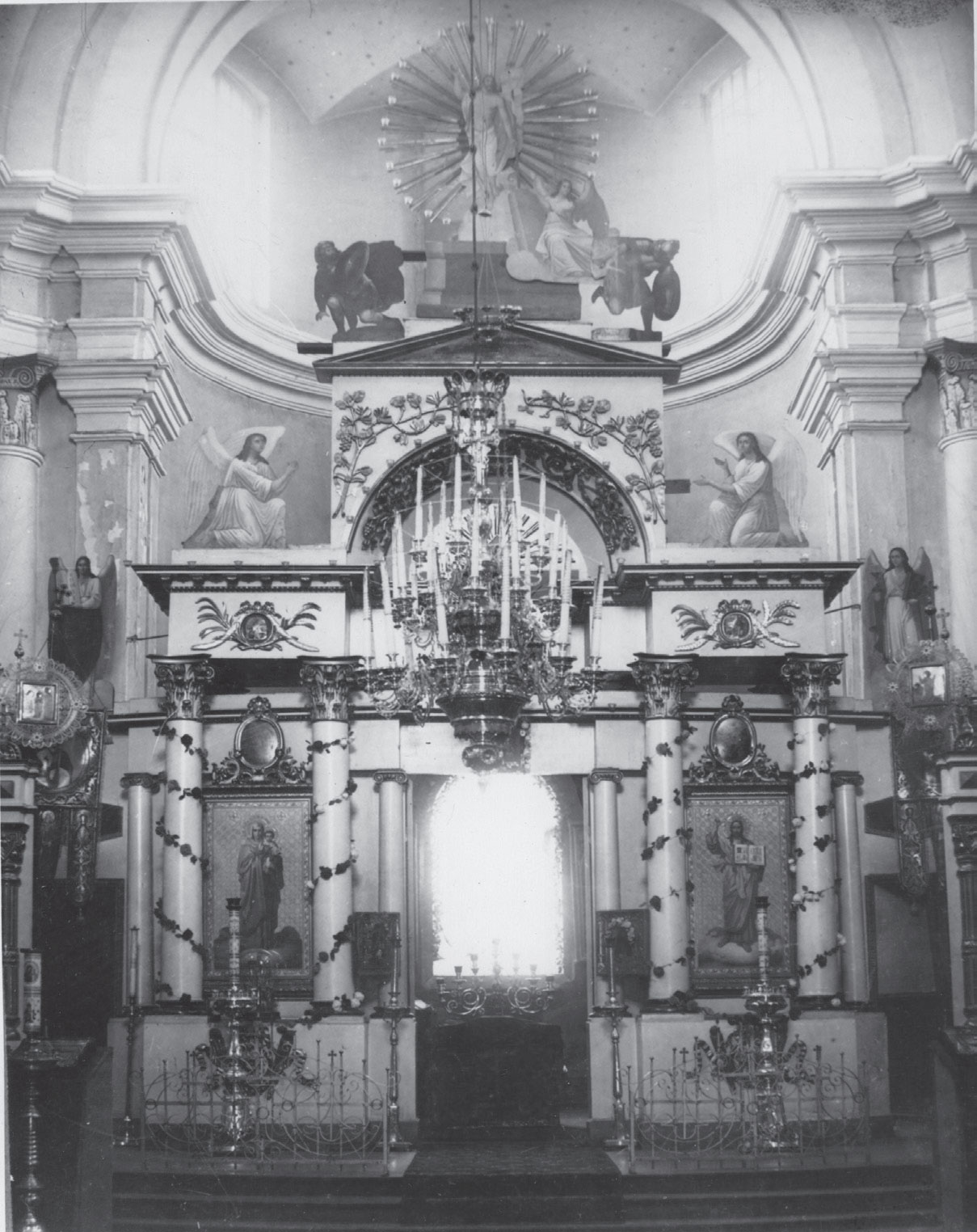
Православний вівітар к перебудованому уніатському храмі, фото 1900 р.
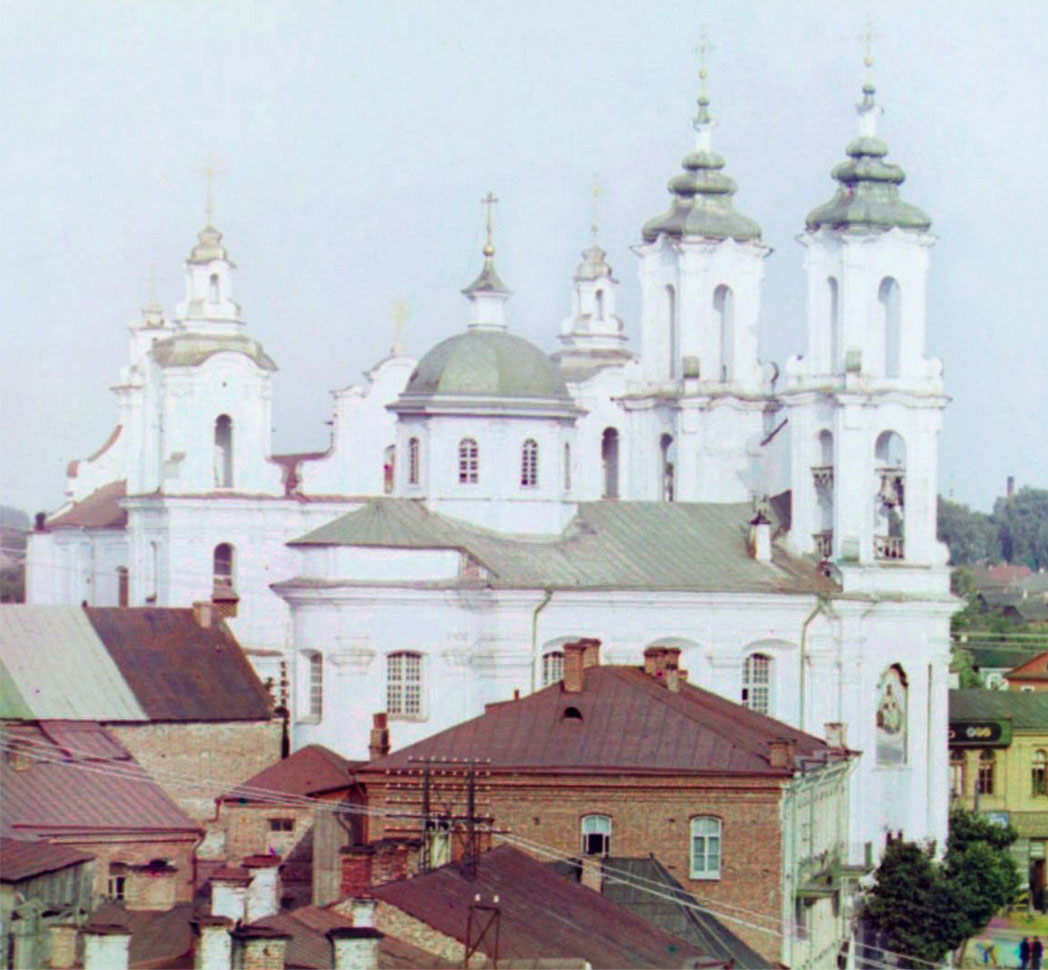
Перебудований костел зі зрубаним вівтарним щитом на надбудованим куполом у стилі російського класицизму, фото 1912 р.
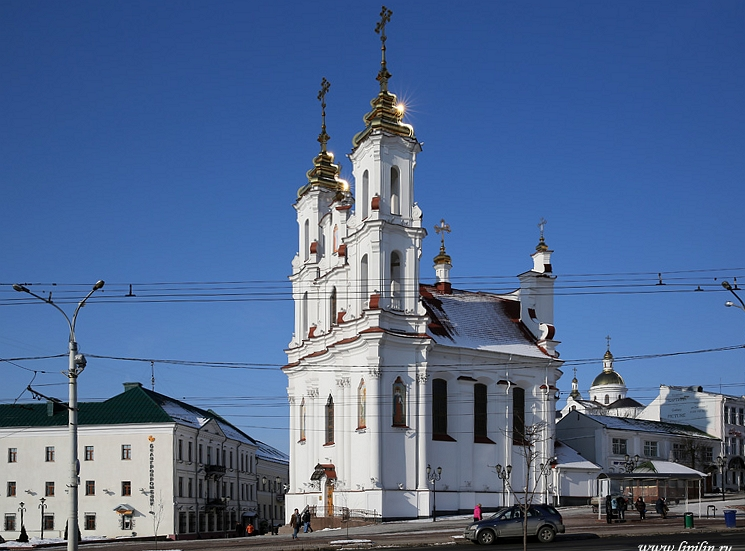
Бічний фасад відновленого храму зі сгнатуркою та вівтарним щитом, переданого православній громаді
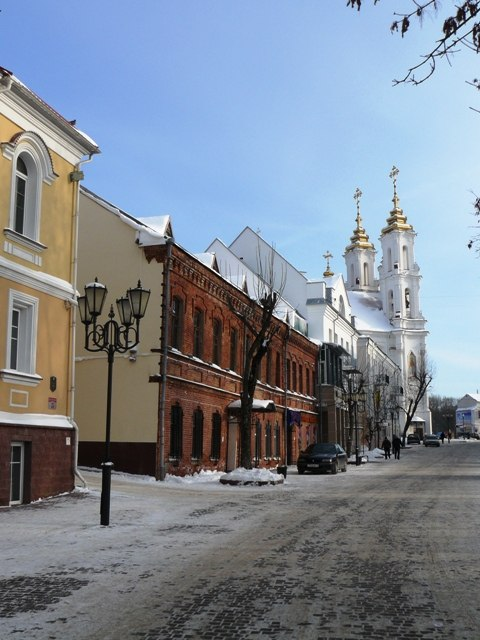
Храм в панорамі вулиці